# Zur Kenntnisnahme
Zur Kenntnisnahme (z. K.) bzw. Zur Kenntnis ist ein Geschäftsgangsvermerk, der der Unterrichtung anderer Stellen und Sachbearbeiter über einen Vorgang dient. Diese nehmen den vorgelegten Entwurf zur Kenntnis und können so ggf. Stellung nehmen oder eigene Schritte einleiten.
Der Posteingang einer Behörde wird gemäß der dortigen Geschäftsordnung verteilt. Der jeweilige Empfänger der Schriftstücke dokumentiert seine Kenntnisnahme des Eingangs durch einen Schrägstrich, dessen Farbe seine Stellung in der behördeninternen Hierarchie dokumentiert.
Die Kenntnisgabe eines ausgehenden Schreibens der Behörde kann vor („V“) oder nach („N“) Abgang erfolgen. Eine weitere Form ist die Kenntnisnahme nach Rückkehr.
Die Kenntnisnahme ist keine Mitzeichnung. Der Kenntnisnehmende macht sich den Inhalt des zur Kenntnis genommenen Entwurfes nicht zu eigen. Die Kenntnisnahme wird durch Namenszeichen des Kenntnisnehmenden und Datum dokumentiert.